# Гікстон (містечко, Вісконсин)
Гікстон (англ. Hixton) — місто (англ. town) в США, в окрузі Джексон штату Вісконсин. Населення — 620 осіб (2020).

## Демографія
Згідно з переписом 2010 року, у місті мешкали 652 особи в 261 домогосподарстві у складі 191 родини. Було 306 помешкань
Расовий склад населення:
| - 94,5 % — білих - 1,1 % — корінних американців - 0,5 % — чорних або афроамериканців - 2,3 % — осіб інших рас |

До двох чи більше рас належало 1,7 %. Частка іспаномовних становила 2,9 % від усіх жителів.
За віковим діапазоном населення розподілялося таким чином: 23,0 % — особи молодші 18 років, 62,1 % — особи у віці 18—64 років, 14,9 % — особи у віці 65 років та старші. Медіана віку мешканця становила 44,0 року. На 100 осіб жіночої статі у місті припадало 103,1 чоловіків;  на 100 жінок у віці від 18 років та старших — 107,4 чоловіків також старших 18 років.
Середній дохід на одне домашнє господарство  становив 63 543 долари США (медіана — 52 500), а середній дохід на одну сім'ю — 69 589 доларів (медіана — 60 625). Медіана доходів становила 43 611 долар для чоловіків та 30 000 доларів для жінок. За межею бідності перебувало 13,1 % осіб, у тому числі 15,1 % дітей у віці до 18 років та 6,5 % осіб у віці 65 років та старших.
Цивільне працевлаштоване населення становило 326 осіб. Основні галузі зайнятості: виробництво — 18,4 %, освіта, охорона здоров'я та соціальна допомога — 16,9 %, роздрібна торгівля — 15,3 %.